# 9111 Matarazzo
9111 Matarazzo eller 1997 BD2 är en asteroid i huvudbältet som upptäcktes den 28 januari 1997 av de båda italienska astronomerna Francesco Manca och Piero Sicoli vid Sormano-observatoriet. Den är uppkallad efter italienaren Giuseppe Matarazzo.
Asteroiden har en diameter på ungefär 6 kilometer.